# La Peur au ventre (film, 1972)
Pour les articles homonymes, voir La Peur au ventre.
Pour plus de détails, voir Fiche technique et Distribution.
La Peur au ventre (titre original : Rivelazioni di un maniaco sessuale al capo della squadra mobile) est un giallo italien réalisé par Roberto Bianchi Montero, sorti en 1972.

## Synopsis
Dans une ville d'Italie, des femmes de notables et de politiciens sont sauvagement assassinées par un tueur en série. Point commun de toutes les victimes : elles sont belles, se connaissent et trompent leur mari. D'abord épiées, elles sont ensuite photographiées avec leurs amants par le meurtrier qui, enfin, s'introduit chez elles pour les tuer à l'arme blanche. Avant de quitter les lieux, il laisse à côté de la victime les clichés compromettants qu'il a pris d'elles, le visage de l'amant ayant été préalablement effacé par le maniaque.
Chargé de l'enquête, l'inspecteur Capuana, marié à une ravissante femme, est incapable de trouver le moindre indice. Néanmoins, il est intrigué par le comportement de Gaston, le thanatopracteur et assistant du professeur Casali, le médecin légiste qui travaille sur l'affaire avec lui, qui trouve que les  victimes sont plus belles encore quand elles sont mortes. Ce dernier les prend également en photo avant d'accrocher les clichés sur le mur de son appartement.
Pendant ce temps, le tueur en série continue à assassiner des femmes infidèles. La liste des victimes ne cesse de s'allonger et Capuana décide de le piéger en simulant son arrestation pour découvrir le vrai coupable. Jusqu'au moment où Capuana reçoit un appel du maniaque qui lui annonce que sa prochaine victime n'est d'autre que son épouse, Barbara, qui le trompe avec l'un de ses proches...

## Fiche technique
- Titre original : Rivelazioni di un maniaco sessuale al capo della squadra mobile
- Titre français : La Peur au ventre
- Réalisation : Roberto Bianchi Montero
- Scénario : Luigi Angelo, Roberto Bianchi Montero, Italo Fasan
- Photographie : Fausto Rossi
- Montage : Rolando Salvatori
- Musique : Giorgio Gaslini
- Décors : Massimo Bolognaro
- Costumes : Oscar Capponi
- Producteur : Eugenio Florimonte
- Producteurs exécutifs : Angelo Faccenna, Mario Pellegrino
- Société de production : Produzioni Cinematografiche Romane
- Société de distribution : Overseas Film Company
- Pays d'origine :  Italie
- Langue originale : italien
- Format : Couleur (Eastmancolor) — 35 mm — 1,85:1 — Son : Mono (Westrex Recording System)
- Métrage : 2 760 mètres
- Genre : Giallo
- Durée : 101 minutes (1 h 41)
- Dates de sortie : 
  -  Italie : 11 août 1972

## Distribution
- Farley Granger : inspecteur Capuana
- Sylva Koscina : Barbara Capuana
- Silvano Tranquilli : Paolo Santangeli
- Annabella Incontrera : Franca Santangeli
- Chris Avram : professeur Casali
- Femi Benussi : Serena
- Krista Nell : Renata
- Angela Covello : Bettina Santangeli
- Nieves Navarro (créditée comme Susan Scott) : Lilly
- Luciano Rossi : Gastone
- Nino Foti
- Jessica Dublin : Rossella
- Fabrizio Moresco : Piero
- Andrea Scotti : Gianni
- Irene Pollmer : Giannina
- Paul Oxon : Mauro
- Benito Stefanelli : le mari de Lilly